# Château de la Motte (Madré)
Pour les articles homonymes, voir Château de la Motte.
Le Château de la Motte est un château français situé à Madré, dans le département de la Mayenne et la région des Pays de la Loire. Il est situé sur l'Aisne, à 2 kilomètres à l'Est du bourg. 

## Histoire

### Désignation
- La Motte Méhoudin, 1440 (Chartrier de Lassay).
- La terre de la Mocte, 1445 (Archives départementales de la Sarthe, E. 300).
- La Motte en Maidré, 1513 (Lib. fundat., t. III, f. 70).
- La terre et seigneurie de la Motte en Madré, 1576 (Insinuations ecclésiastiques, t. XVI, f. 149).
- La Motte, manoir (Hubert Jaillot).
- La terre et seigneurie de la Motte-Madré, 1769 (Archives nationales, Q/1. 699).
- La Motte, château, village, chapelle, moulin (Carte de Cassini).
- La Motte-Madré, 1795 (Archives départementales de la Mayenne, biens nationaux).

### Histoire
Fief et domaine mouvant du Marquisat de Lassay. Le château, habité de 1655 à 1698, rebâti depuis peu en 1780, fut envahi le 28 juillet 1789 pendant la Grande Peur, M. de Foulogne et le sieur Mancel, son notaire, furent brutalisés et le chartrier brûlé. 
La famille de Foulogne était une famille noble de la Généralité de Caen, qui a possédé depuis 1646 et habité la terre de la Motte de Madré. Elle portait : d'azur à trois fasces d'or, à la bande de gueules brochante chargée de trois coquilles d'argent.

## Chapelle
La chapelle de la Sainte-Croix fondée par Jean de Prez, en cour du Bourgnouvel, le 27 mai 1513, à charge de deux messes par semaine dans la chapelle qui venait d'être édifiée. Si la chapelle tombait en ruine, le chapelain devait la faire reconstruire. Les gens du voisinage offrent en 1688 une faible rétribution pour être autorisés à y assister à la messe le dimanche.

## Sources et bibliographie
- « Château de la Motte (Madré) », dans Alphonse-Victor Angot et Ferdinand Gaugain, Dictionnaire historique, topographique et biographique de la Mayenne, Laval, A. Goupil, 1900-1910 [détail des éditions] (BNF 34106789, présentation en ligne)